# Campanya de Birmània
La Campanya de Birmània al teatre del sud-est asiàtic de la Segona Guerra Mundial es va combatre entre la Commonwealth britànica, Xina i els Estats Units contra l'Imperi Japonès, Siam, l'Exèrcit d'Independència Birmà i l'Exèrcit Nacional Indi. Les forces de la Commonwealth provenien principalment del Regne Unit, l'Índia britànica i Àfrica.
La campanya té una sèrie de fites notables. Les característiques geogràfiques de la regió implicaven que factors com el clima, les malalties i el terreny tenien un gran efecte sobre les conseqüències. La mancança d'infraestructures de transport va fer que es posés èmfasi en l'enginyeria militar i en el transport aeri per moure les tropes i portar-los subministraments, així com per després evacuar els ferits. La campanya també va ser políticament complexa, perquè britànics, americans i xinesos tenien prioritats estratègiques diferents.
El clima de la regió és dominat per l'estació de pluges monsòniques, que només permetien guerrejar de manera efectiva durant la meitat de l'any. Això, combinat amb altres factors com les fams i els desordres a l'Índia britànica i el fet que els aliats donessin prioritat a la derrota de l'Alemanya Nazi va fer que la campanya es prolongués en el temps i es dividís en quatre fases: la invasió japonesa, que comportà l'expulsió de les tropes britàniques, índies i xineses el 1942; els intents fallits dels Aliats de portar a terme diverses ofensives a Birmània, des de la darreria de 1942 i fins a l'inici de 1944; la invasió japonesa de l'Índia, que fracassà després de les batalles d'Imphal i Kohima; i, finalment, l'ofensiva aliada que permeté reconquerir Birmània des de la darreria de 1944 fins a mitjan 1945.
La importància de Birmània per als Aliats i els Japonesos raïa en el fet que era l'única via de comunicació important amb Xina, que es trobava aïllada pel Japó al nord, est i sud.

## Conquesta japonesa de Birmània
Els objectius japonesos a Birmània estaven limitats a l'inici a la captura de la capital i principal port marítim del país, Yangon. Així es tancaria l'accés dels subministraments cap a la Xina i tindrien un valuós baluard per defensar les conquestes japoneses a Malàisia i a les Índies Orientals Neerlandeses. El Quinzè Exèrcit japonès, a les ordres del tinent general Shojiro Iida, consistia inicialment en només dues divisions d'infanteria, es desplaçà a través del nord de Tailàndia (país que havia signat un tractat d'amistat amb Japó) i llançà un atac a través dels passos muntanyencs coberts per la jungla cap a la província meridional birmana de Tanintharyi el gener de 1942.
Els japonesos van atacar amb èxit a través del pas de Kawkareik i van capturar el port de Moulmein i les fonts del Riu Salween després de superar una feble resistència. Van avançar cap al nord, passant pel flanc de les diverses posicions defensives britàniques. Tropes de la 17a Divisió Índia van intentar retirar-se a través del riu Sittang, però els japonesos van arribar al pont vital abans que els indis i van destruir el pont el 22 de febrer.
La pèrdua de dues brigades de la 17a divisió volia dir que Rangun no podria ser defensada. El general Archibald Wavell, comandant en cap del Comandament ABDA, ordenà no obstant que Rangun havia de ser defensada mentre que esperava reforços substancials des de l'Orient Mitjà. Encara que van arribar algunes unitats, els contraatacs van fracassar i el nou comandant de l'Exèrcit de Birmània, el general Harold Alexander, ordenà que s'evacués la ciutat el 7 de març, després que el port i la refineria de petroli haguessin estat destruïdes. Les restes de l'Exèrcit de Birmània van dirigir-se cap al nord, escapant amb penes i treballs de quedar encerclats.

### Avanç japonès cap a la frontera índia
Després de la caiguda de Rangun, els aliats intentaren mantenir les posicions a la Birmània septentrional, després d'haver estat reforçats pel Cos Expedicionari Xinès a Birmània. Els japonesos també havien estat reforçats amb dues divisions, fent així possible la conquesta de Singapur, i derrotaren al recent organitzat Cos de Birmània i al Cos Xinès. Els aliats també hagueren de fer front a un creixent nombre d'insurgents birmans i l'administració civil s'esfondrà. Amb les seves rutes de subministrament tallades, els comandants aliats finalment decidiren evacuar les tropes de Birmània.
La retirada tingué lloc enmig de circumstàncies molt difícils, amb refugiats afamats i ferits i malalts avançant per camins primitius cap a l'Índia. El Cos de Birmània aconseguí fer la major part del camí fins a Imphal, a Manipur (Índia) just abans de l'inici de la temporada del monsó, al maig de 1942, tot i perdre la major part del seu equip i transport. Allà, es trobaren a cel ras enmig de pluges torrencials i en unes circumstàncies extremament insalubres. Les autoritats civils i l'exèrcit a l'Índia van respondre molt lentament a les necessitats de les tropes i dels civils refugiats.
Donada la mancança de comunicacions, quan els britànics es retiraren de Birmània, gairebé cap dels xinesos no en sabia pas res. Adonant-se que no podrien guanyar sense el suport britànic, part de les tropes xineses, comandades per Chiang Kai-shek, van retirar-se cap a l'Índia, on van quedar sota el comandament del general nord-americà Joseph Stilwell. Després de recuperar-se van ser reequipats i reentrenats per instructors estatunidencs. La resta de les tropes xineses van provar de retornar a Yunnan a través de remotes muntanyes boscoses, morint almenys la meitat d'ells.

### L'exèrcit tailandès penetra a Birmània
El 21 de desembre de 1941 se signà una aliança entre Tailàndia i Japó. Al passat, aquella zona havia format part del Regne d'Ayutthaya. Tres divisions d'infanteria i una de cavalleria tailandeses, amb grups blindats de reconeixement com a punta de llança i amb el suport de la força aèria iniciaren el seu avanç cap a Birmània el 10 de maig, on van enfrontar-se a la 93a Divisió Xinesa. Kengtung, l'objectiu principal, va ser capturada el 27 de maig. Noves ofensives llançades al juny i al novembre van expulsar finalment als xinesos cap a Yunan.
El límit entre les operacions japoneses i tailandeses generalment va ser el Salween. No obstant això, la zona al sud dels Estats Shan, coneguda com els Estats Karenni, la pàtria dels karenni, va romandre sota control japonès.

## Reversos aliats de 1942-1943

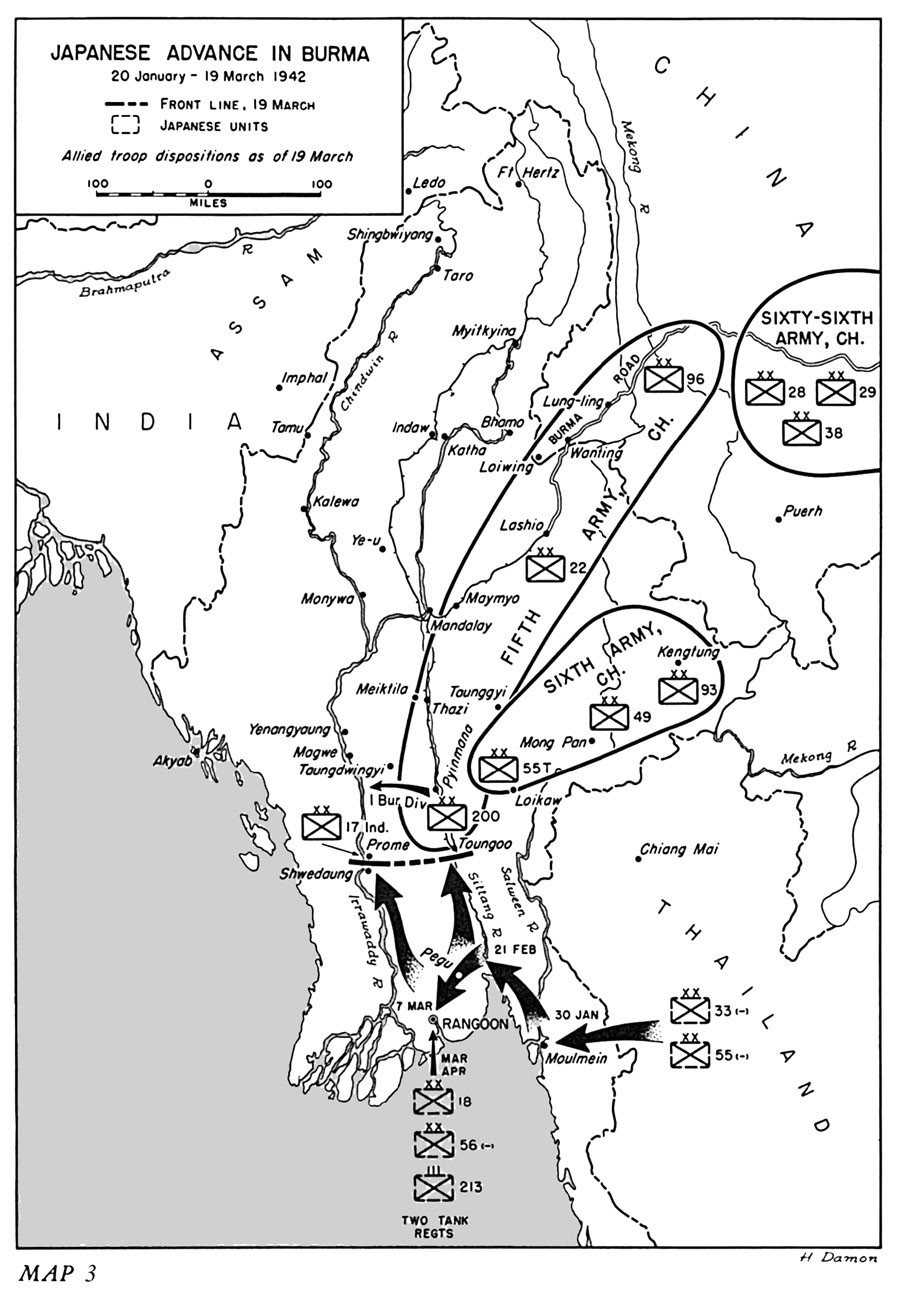
Avanç japonès a Birmània, 20 de gener-19 de maç de 1942

Els japonesos van esperar la fi del monsó per renovar l'ofensiva. Van instal·lar un règim birmà nominalment independent sota la presidència de Ba Maw, i van reformar l'Exèrcit Independent Birmà sota unes bases més regulars com l'Exèrcit Nacional Birmà sota Aung San. A la pràctica, tant el govern com l'exèrcit estaven estrictament controlats per les autoritats japoneses.
Al bàndol aliat, les operacions birmanes durant la resta de 1942 i 1943 van ser frustrants. La Gran Bretanya només podia mantenir tres campanyes actives, i per manca de recursos era impossible llançar ofensives immediates a l'Orient Mitjà i a l'Extrem Orient; i per tant, d'acord amb la política d'«Alemanya primer» adoptada a Washington i a Londres, es donà prioritat a l'Orient Mitjà.
Els moviments aliats també es van veure dificultats pels desordres a l'Índia oriental en aquells moments. Hi hagué protestes violentes del moviment Quit India a Bengala i Bihar, que requerien un gran nombre de tropes britàniques per suprimir-los. També hi va haver la desastrosa fam de Bengala, que comportà la mort de tres milions de persones per la fam i la malaltia. En aquestes condicions de caos va ser difícil millorar les inadequades línies de comunicació cap al front a Assam, o usar les indústries locals per a l'esforç de guerra. Els esforços per millorar l'entrenament de les tropes aliades necessità temps per esdevenir efectiva, i a les zones exteriors, les malalties endèmiques i la moral baixa també van fer la seva contribució per reduir la força i l'efectivitat de les unitats de combat.
No obstant això, els aliats aconseguiren portar a terme dues operacions durant l'estació seca de 1942-43. La primera va ser una ofensiva de petita escala a la regió costanera d'Arakan a Birmània. L'Exèrcit Oriental Indi intentà reconquerir la península de Mayu i l'illa de Akyab, que tenia un important aeroport. Una divisió avançà cap a Donbaik, a escasses quilòmetres del final de la península, però van ser aturats per un petit però ben entrenat grup de japonesos. En aquesta etapa de la guerra, els aliats encara no tenien ni els mitjans ni l'habilitat tàctica per superar els ben construïts bukers japonesos. Els repetits atacs britànics i indis fracassaren amb alt nombre de baixes. Els reforços japonesos arribaren des de la Birmània Central i travessaren rius i passos de muntanyes que els aliats donaven per infranquejables, per colpejar a l'exposat flanc esquerre Aliat i aconseguir que moltes unitats s'haguessin de retirar. Els exhausts britànics van ser incapaços de mantenir cap línia defensiva, i es van veure obligats a abandonar molt equipament i retirar-se gairebé fins a la frontera índia.
La segona acció va ser molt més controvertida. A les ordres del Brigadier Orde Wingate, una unitat de llarga penetració coneguda com els Chindits s'infiltrà a través de les línies del front japoneses, i penetrà profundament a Birmània amb l'objectiu inicial de tallar la principal línia ferroviària de Birmània que comunicava el país de nord a sud, en una operació amb nom clau operació Bolquers. Uns tres mil homes van penetrar a Birmània en diverses columnes. Van aconseguir causar danys a les comunicacions japoneses al nord de Birmània durant dues setmanes, però van patir un gran nombre de baixes. Encara que els resultats finals operatius van ser qüestionats, l'operació s'usà per efectes de propaganda, particularment per insistir en el fet que els soldats britànics i indis podien viure, moure's i lluitar a la jungla de manera tan efectiva com els japonesos, contribuint molt en la restauració de la moral entre les tropes Aliades.

## Canvi d'equilibri (1943-1944)
Entre desembre de 1943 i novembre de 1944, l'equilibri estratègic de la campanya de Birmània canvià decisivament. Les millores en el lideratge aliat, en l'entrenament i la logística, juntament amb una major potència de foc i la creixent superioritat aèria, donaren una confiança als Aliats que anteriorment els havia mancat. A Arakan, el 15è Cos va resistir un atac japonès contraatacant després, mentre que la invasió japonesa de l'Índia desembocava en grans pèrdues.

### Estratègia aliada

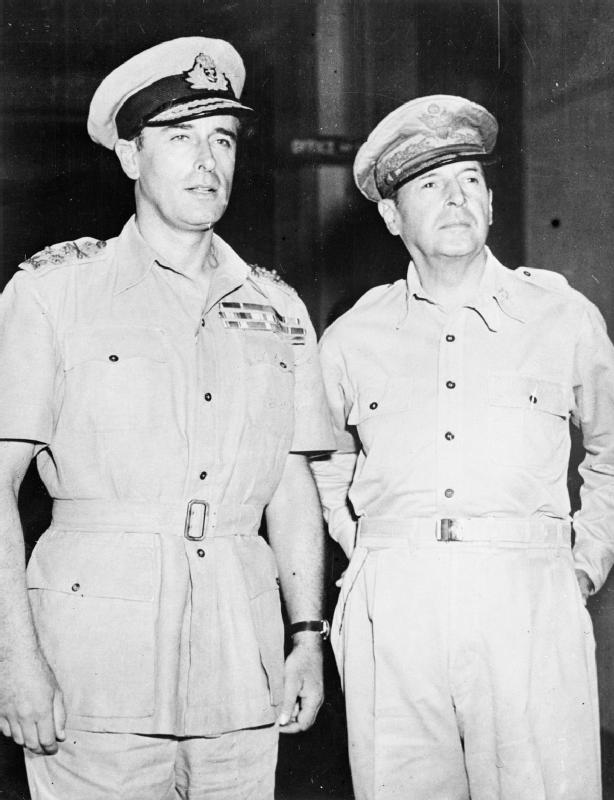
Lord Mountbatten, el Comandant Suprem Aliat, amb el general nord-americà Douglas MacArthur.

L'agost de 1943 els aliats van crear el Comandament del Sud-est Asiàtic, (SEAC, de l'anglès: South East Asia Command), un nou comandament combinat responsable del Teatre del Sud-est Asiàtic, a les ordres de l'Almirall Lluís Mountbatten. L'entrenament, equipament, salut i moral de les tropes Aliades que formaven part del Catorzè Exèrcit britànic del tinent general William Slim va anar millorant, igual que la capacitat de les línies de comunicació a l'Índia nord-oriental. Una innovació va ser l'ús extens dels avions per transportar i subministrar a les tropes.
El SEAC va haver d'acomodar diversos plans rivals, molts dels quals van haver de ser abandonats per manca de recursos. Desembarcaments amfibis a les illes Andaman i a Arakan (Operació Artificier) van ser abandonats quan les llanxes de desembarcament van haver de dirigir-se a Europa perquè eren necessàries per al desembarcament de Normandia.
Les tropes xineses entrenades pels estatunidencs del Comandament de Combat de l'Àrea Nord del General Joseph Stilwell, van ser qui van fer el major esforç per cobrir la construcció de la Carretera Ledo. Orde Wingate s'havia guanyat l'aprovació per expandir el Cos Chindit, que havia d'encarregar-se de donar suport a Stilwell atacant les línies de subministrament japoneses al front nord. Chiang Kai-shek va mostrar dubtes a llançar una ofensiva des del Yunnan.
Part del Catorzè Exèrcit, el XV Cos es preparà per renovar l'avanç cap a la província d'Arakan, mentre que el IV Cos llançà una temptativa d'avanç des d'Imphal, al centre del llarg front, per distreure l'atenció dels japonesos d'altres ofensives.

### Els plans japonesos

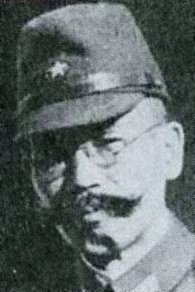
Tinent General Kawabe

Paral·lelament a l'establiment del SEAC, els japonesos crearen l'Exèrcit de l'Àrea de Birmània, a les ordres del Tinent General Masakazu Kawabe, comandant el Quinzè Exèrcit i el recentment creat Vint-i-Vuitè Exèrcit.
El nou comandant del Quinzè Exèrcit, el Tinent General Renya Mutaguchi, va haver d'encarregar-se de preparar una ofensiva contra l'Índia. L'Exèrcit de l'Àrea de Birmània originalment reprimia aquesta idea, però trobà que els seus superiors del Quarter General del Grup d'Exèrcits Expedicionaris del Sud a Singapur estaven d'acord. Quan el seu Estat Major va quedar convençut que el pla era inherentment arriscat, es dirigiren cap al Quarter General Imperial a Tokio perquè aprovés el pla de Muyaguchi.
Els japonesos estaven influenciats per Subhas Chandra Bose, comandant de l'Exèrcit Nacional Indi. Aquest estava principalment format per soldats indis capturats a Malàisia o a Singapur, així com indis tàmils que habitaven a Malàisia. A instigació de Bose, un substancial contingent de l'INA s'uní en la Chalo Delhi (la Marxa sobre Delhi). Tant Bose com Mutaguchi posaven èmfasi en els avantatges que s'assolirien en cas d'atacar amb èxit l'Índia. Tot i les reserves de part dels superiors i subordinats de Mutaguchi, l'Operació U-Go començà.

### Fronts Septentrional i de Yunnan 1943/44
Les forces de Stilwell inicialment només consistien en dues divisions xineses amb equipament americà i un batalló blindat xinès armat amb tancs lleugers M3 i una brigada nord-americana de llarga penetració coneguda com els Merrill's Marauders. A l'octubre de 1943, la 38a Divisió xinesa, comandada per Sun Li-jen, començà a avançar des de Ledo cap a Myitkyina i a Mogaung, mentre que els enginyers americans i els treballadors indis estenien la Ruta Ledo al seu davant. La Divuitena Divisió Imperial Japonesa va ser repetidament superada pel flanc pels Marauders i amenaçada en ser encerclada.
A l'Operació Dimarts, els Chindits van donar suport a Stilwell en interrompre les comunicacions japoneses a la regió d'Indaw. Una brigada inicià la marxa a través de la serralada de Patkai el 5 de febrer de 1944. A inicis de març, tres brigades més van ser transportades per aire a zones darrere les línies japoneses per avions de la RAF i de la USAAF. Aquests van establir punts forts als voltants d'Indaw.
Mentrestant, les forces xineses al front de Iunnan van muntar un atac, iniciat durant la segona meitat del mes d'abril, amb més de 40.000 soldats travessant el riu Salween en un front de 300 km. Ben aviat, unes dotze divisions xineses, formades per 72.000 soldats a les ordres del general Wei Lihuang, atacaven la 56a Divisió Imperial Japonesa. En aquells moments, les tropes japoneses al nord de Birmània estaven lluitant en dos fronts.
Pel 17 de maig, el control dels Chindits passà de Slim a Stilwell. Els Chindits, ara desplaçats des de les zones de rereguarda japoneses a noves bases més properes al front de Stilwell, reberen tasques addicionals per a les que no estaven preparades. Van assolir diversos objectius, però a cost d'un gran nombre de baixes. A la fi del mes de juny, havien aconseguit enllaçar amb les tropes de Stilwell, però estaven exhausts i van haver de ser retirats fins a l'Índia.
També el 17 de maig, els Marauders de Merrill van capturar el camp d'aviació de Myitkyina. Els Aliats no van aprofitar aquest èxit i els japonesos van poder reforçar la ciutat, que es va mantenir fins al 3 d'agost després de ser assetjats. La captura d'aquest camp d'aviació va permetre assegurar els enllaços aeris des de l'Índia fins a Chungking, per damunt de la Gepa.
A la fi de maig, l'ofensiva de Yunnan, tot i haver estat dificultada per les pluges monsòniques i la manca de suport aeri, va tenir èxit en l'anihilament de la guarnició de Tengchung, i d'haver arribat fins a Lungling. Un alt nombre de reforços japonesos va contraatacar, aturant l'avanç xinès.

### Front Meridional 1943/44
A Arakan, el XV Cos Indi del Tinent General Philip Christison renovà l'avanç cap a la península Mayu. Els turons escarpats van dividir l'avanç en tres atacs, cadascun portat a terme per una divisió índia o occidental. La 5a divisió d'infanteria índia capturà el petit port de Maungdaw el 9 de gener de 1944. Llavors, el cos es preparà per capturar els dos túnels ferroviaris que enllaçaven Maungdaw amb el vall de Kalapanzin, però els japonesos atacaren primer. Un decidit avanç de la 55a Divisió Imperial Japonesa penetrà les línies aliades per tal d'atacar la 55a divisió d'infanteria índia, des de la rereguarda.
A diferència de les ocasions anteriors quan això mateix havia succeït, aquesta vegada les forces aliades es mantingueren fermes davant l'atac, i els subministraments els arribaren en paracaigudes. A la batalla del Departament d'administració, entre el 5 i el 23 de febrer, els japonesos es concentraren sobre la zona administrativa del XV Cos, defensat per tropes de comunicació, però incapaç de lluitar amb els tancs que donaven suport als defensors, mentre que tropes de la 5 divisió índia s'apropaven des del Pas de Ngakyedauk, per rellevar als defensors. Encara que ambdós bàndols tingueren el mateix nombre de baixes, el resultat final va ser una gran derrota japonesa. La seva infiltració i les seves tàctiques d'encerclament havien fracassat en causar el pànic a les tropes aliades, i els japonesos foren incapaços de capturar els subministraments enemics, passant gana ells mateixos.
Durant les setmanes següents, l'ofensiva del XV Cos davallaria amb els aliats concentrats al Front Central. Després de conquerir els túnels ferroviaris, el XV Cos s'aturà pel monsó.

## Invasió japonesa de l'Índia 1944

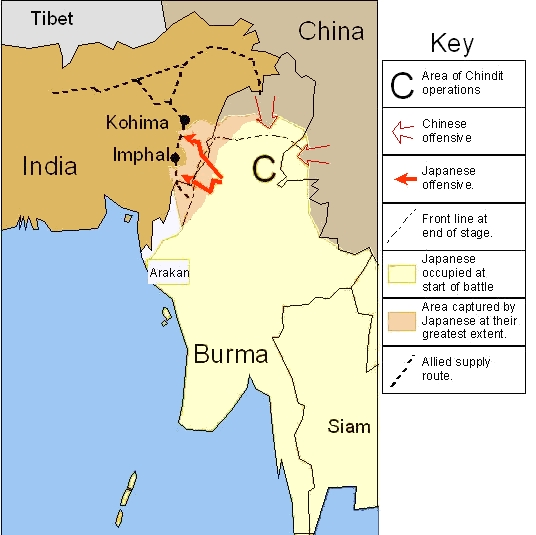
Campanyes d'Imphal i Kohima

El IV Cos Indi, a les ordres del tinent general Geoffrey Scoones, havia empès dues divisions cap al riu Chindwin. Una estava en reserva a Imphal. Hi havia indicis que s'estava preparant una gran ofensiva japonesa. Slim i Scoones planejaren retirar-se i forçar als japonesos a combatre amb les seves línies de logística estirades fins al límit. Però no van aconseguir la data en què els japonesos volien atacar, i quina força usarien sobre quins objectius.
El XV Exèrcit japonès consistia en 3 divisions d'infanteria un destacament de mida d'una brigada (la "Yamamoto Force"), i inicialment un regiment de l'Exèrcit Nacional Indi. El Rikugun Chūjō Mutaguchi, comandant de l'exèrcit, planejava aïllar i destruir les divisions avançades del IV Cos, abans de capturar Imphal, mentre que la 31a Divisió Imperial Japonesa aïllava Imphal capturant Kohima. Mutaguchi intentà explotar la conquesta d'Imphal capturant la ciutat estratègica de Dimapur, a la vall del riu Brahmaputra. Si s'aconseguia, les línies de comunicació del General Stilwell i les bases aèries usades per portar subministraments als xinesos per damunt de La Gepa quedarien tallades.
Els soldats japonesos van travessar el riu Chindwin el 8 de març. Scoones i Slim van trigar a ordenar la retirada a les seves tropes, i la 17a divisió índia va quedar aïllada a Tiddim. Va haver de retirar-se combatent fins a Imphal, amb el suport de la divisió de reserva de Sccones, i rebent subministraments en paracaigudes. Al nord d'Imphal, la 50a Brigada Paracaigudista Índia va ser derrotada a Sangshak per un regiment de la 31a Divisió japonesa que es dirigia cap a Kohima. Imphal era vulnerable a un atac des del nord de la 15a Divisió Imperial Japonesa, però com que l'atac de diversió que els japonesos llançaren a Arakan havia fracassat, Slim va poder desplaçar la 5a Divisió Índia per aire fins al Front Central. Dues brigades es van desplaçar cap a Imphal, les altres es dirigiren cap a Dimapur, des d'on s'envià un destacament a Kohima.
A la fi de la primera setmana d'abril, el IV Cos Indi s'havia concentrat a la plana d'Imphal. Els japonesos llançaren diverses ofensives durant aquell mes, sent rebutjats. A inicis de maig, Slim i Scoones llançaren una contraofensiva contra la 15a divisió japonesa al nord d'Imphal. Els progressos eren lents, ja que els moviments quedaven dificultats per les pluges monsòniques i perquè el IV Cos anava curt de subministraments.
També a inicis d'abril, la 31a Divisió Imperial Japonesa del Rikugun Chūjō Kotoku Sato arribaren a Kohima. En lloc d'aïllar la petita guarnició allà present i empènyer cap a Dimapur, Sato escollí capturar el turó. El setge s'estengué entre el 5 i el 18 d'abril, quan els esgotats defensors van ser rellevats. Una nova formació, el XXXIII Cos Indi del tinent general Montagu Stopford prengué posicions en aquest front. La 2a divisió d'infanteria britànica inicià una contraofensiva el 15 de maig, expulsant als japonesos de Kohima. Després d'una pausa en la que arribaren més reforços aliats, el XXXIII Cos renovà la seva ofensiva.
En aquells moments, els japonesos ja havien arribat al límit de la seva resistència. Les seves tropes (principalment la 15a i la 31a divisions) estaven afamades, i durant el monsó, molts caigueren malalts. El Rikugun Chūjō Sato notificà a Mutaguchi que la seva divisió es retiraria de Kohima a final de maig si no rebien subministraments. Malgrat les ordres de resistir, Sato es retirà. Les tropes d'avançada del IV Cos i del XXXIII es trobaren a Milestone 109, a la carretera Dimapur-Imphal, el 22 de juny, i el setge d'Imphal finalitzà.
Mutaguchi i Kawabe continuaren ordenant nous atacs. La 33a Divisió i el Cos Yamamoto feren renovats esforços, però a final de juny tenien tantes baixes tant pels combats com per les malalties que ja foren incapaços de fer més progressos. L'Operació Imphal caigué finalment a inicis de juliol, i els japonesos s'hagueren de retirar penosament fins al riu Chindwin.
Va ser la major derrota japonesa de la història fins aquell moment. Havien patit 55.000 baixes, incloent 13.500 morts. Moltes de les baixes eren degudes a les malalties, la malnutrició i l'esgotament. Els aliats van patir 17.500 baixes. Mutaguchi havia rellevat a tots els seus comandants de divisió; sent ell mateix rellevat del comandament.
Entre agost i novembre, l'època del monsó, el Catorzè Exèrcit perseguí als japonesos fins al riu Chindwin. Mentre que l'11a Divisió de l'Àfrica Oriental baixava fins a la vall de Kabaw des de Tamu, la 5a Divisió Índia avançà per les muntanyes a través de la carretera Tiddim. La darrera setmana de novembre, Kalewa havia estat reconquerida, i s'establiren diversos caps de pont a la riba est del Chindwin.

## La reconquesta aliada de Birmània 1944-1945
Els Aliats llançaren una sèrie d'operacions ofensives cap a Birmània des de la fi de 1944 fins a mitjan 1945. El comandament del front va ser reajustat al novembre de 1944. El Quarter General de l'Onzè Grup d'Exèrcits va ser substituït per les Forces Terrestres Aliades al Sud-est Asiàtic, i el NCAC i el XV Cos van passar directament a les ordres d'aquest nou comandament. Encara que els aliats encara intentaven completar la Carretera de Ledo, semblava que això no afectaria materialment el curs de la guerra a la Xina.
Els japonesos també van fer grans canvis en el seu comandament. El més important va ser el relleu del Rikugun Taishō Kawabe pel Hyotaro Kimura. Kimura va aconseguir confondre als Aliats al rebutjar combatre al riu Chindwin. Reconeixent que la majoria de les seves formacions estaven afeblides i mancades d'equipament, es retirà darrere del riu Irauadi, forçant així els aliats a estendre al màxim les seves línies de comunicació.

### Front meridional 1944/45
A Arakan, el XV Cos reprengué el seu avanç cap a l'illa d'Akyab. Aquesta vegada, els japonesos estaven molt afeblits, i es retiraren abans de l'avanç aliat. Van evacuar l'illa el 31 de desembre de 1944, sent ocupada pel XV Cos sense resistència dos dies després.
Les llanxes de desembarcament havien arribat a aquell teatre, i el XV Cos llançà diversos assalts amfibis contra la península de Myebon el 12 de gener, i contra Kangaw deu dies després, tallant la retirada japonesa. Fins al final del mes hi hagué molts combats, durant els quals els japonesos van patir un alt nombre de baixes.
Un objectiu important el XV Cos era la captura de les illes de Ramree i Cheduba, per poder-hi construir aeroports que suportessin les operacions aliades a la Birmània central. A Ramree hi hagué durs combats, en els que moriren la major part de la guarnició japonesa. Les operacions del XV Cos al continent van ser reduïdes per permetre als avions portar subministraments al XIV Exèrcit.

### Front septentrional 1944/45
El NCAC reprengué el seu avanç cap al final de 1944, encara que va ser progressivament afeblit pel retorn de les tropes xineses i pel transport aeri que els donava suport, al front principal de la Xina. El 10 de desembre de 1944, la 36a divisió d'infanteria britànica, al flanc dret del NCAC, establí contacte amb unitats del Catorzè Exèrcit prop d'Indaw, al nord de Birmània. Cinc dies després, tropes xineses del flanc esquerre capturaren la ciutat de Bhamo.
El NCAC establí contacte amb els exèrcits de Chiang Yunnan el 21 de gener de 1945, i la carretera de Ledo va quedar completada, encara que el seu valor en aquest punt de la guerra és incert. Chiang ordenà al General Sultan, comandant del NCAC, que aturés el seu avanç a Lashio, que va ser capturada el 7 de març. Això va ser un entrebanc pels plans britànics, i impossibilità l'objectiu d'arribar a Rangun abans de la caiguda dels monsons, que s'esperaven a inicis de maig. Winston Churchill, Primer Ministre britànic, trucà directament al cap de l'Estat Major dels Estats Units, General George Marshall, perquè el transport aeri que havia estat assignat al NCAC romangués a Birmània. Des de l'1 d'abril, les operacions del NCAC s'aturaren, i les seves unitats tornaren a la Xina i l'Índia. Un cos guerriller comandat pels Estats Units, el Destacament OSS 101, va assumir les restants responsabilitats militars del NCAC.

### Front central 1944/45
El Catorzè Exèrcit, ara format pels Cossos IV i XXXIII, realitzà la seva ofensiva principal a Birmània. Encara que la retirada japonesa fins a l'Irrawaddy havia forçat als Aliats a modificar totalment els seus plans, la seva total superioritat materials els va permetre afrontar-ho. El IV va ser traslladat en secret des del flanc dret a l'esquerra de l'exèrcit, travessant el Irrawaddy prop de Pakokku, i assetjant el centre de les línies de comunicació japoneses a Meiktila, mentre que el XXXIII Cos continuà el seu avanç cap a Mandalay.
Durant gener i febrer de 1945, el XXXIII Cos va travessar l'Irrawaddy prop de Mandalay. Van haver durs combats, que van atraure les reserves japoneses. Més tard, al febrer, la 7a divisió índia, encapçalant el IV Cos, travessà el Nyaungu, prop de Pakokku. La 17a Divisió Índia i la 255a Brigada Blindada índia els seguiren, avançant cap a Meiktila. Amb el terreny obert de la Birmània Central, els blindats van poder maniobrar superant les defenses japoneses i caient sobre Meiktila l'1 de març. La ciutat va ser capturada en 4 dies, malgrat una resistència fins al darrer home.
Els japonesos primer van intentar rellevar la guarnició de Meiktila, i llavors recapturar la ciutat i destruir als seus defensors. Però els seus atacs no estaven ben coordinats i van ser rebutjats. A final de març, els japonesos havien patit un alt nombre de baixes i havien perdut la major part de la seva artilleria, la seva arma antitanc principal. Després de suspendre els atacs, van retirar-se fins a Pyawbwe.
El XXXIII Cos renovà el seu atac sobre Mandalay, que caigué en mans de la 19a Divisió Índia el 20 de març, encara que els japonesos mantindrien l'antiga ciutadella (que els britànics anomenaven "Fort Dufferin") durant una setmana més. Gran part de les restes històriques i culturals de Mandalay van quedar destruïdes.

### La cursa per Rangun
Tot i que les tropes aliades havien avançat amb èxit cap a la Birmània central, era vital conquerir el port de Yangon abans del monsó per evitar una crisi logística. A la primavera de 1945, l'altre factor a favor de la cursa per Rangun eren els anys de preparatius de l'organització d'enllaç, Força 136, que resultà en un alçament nacional i la deserció de tot l'Exèrcit Nacional Birmà, passant a formar part dels Aliats. En aquells moments, els japonesos no només havien de fer front a l'avanç aliat, sinó que també havien d'encarar una revolta oberta darrera de les seves línies.
El XXXIII Cos llançà un avanç secundari per la vall del riu Irrawaddy, trobant alguns punts de resistència del Vint-i-vuitè Exèrcit japonès. El IV Cos va llançar l'atac principal, a través de la vall de la via del tren, al que seguí el riu Sittang. Iniciaren atacant les posicions japoneses a Pyawbwe, custodiades pel que quedava del Trenta-tresè Exèrcit. Els atacants van ser aturats inicialment, però un moviment de flanqueig portat a terme per tancs i infanteria mecanitzada els permeté superar els obstacles.
Des d'aquest punt, l'avanç a través de la ruta principal fins a Rangun hagué d'encarar poca oposició organitzada. Un alçament de les guerrilles kareni va evitar que les tropes del reorganitzat Quinzè Exèrcit japonès poguessin arribar al centre de carreteres de Toungoo abans que el Quart Cos el capturés. Les tropes aliades d'avançada es trobaren la rereguarda japonesa al nord de Pegu, a uns 60 km de Rangun, el 25 d'abril. Kimura havia format la 105 Brigada Mixta Independent a partir de diverses tropes de serveis, personal naval i fins i tot civils japonesos a Rangun. Aquesta formació aguantà l'atac britànic fins al 30 d'abril, cobrint l'evacuació de Rangun.

### Operació Dràcula
La concepció original del pla per reconquerir Birmània havia previst que el Quinzè Cos faria un assalt amfibi sobre Rangun tot just abans que el Catorzè Exèrcit arribés a la capital, per tal de no tenir problemes de subministraments. Aquesta operació, amb nom clau «Dràcula», va ser posposada en diverses ocasions, perquè les llanxes de desembarcament necessàries estaven retingudes a Europa.
Slim temia que els japonesos voldrien defendre Rangun fins al darrer home durant el monsó, la qual cosa faria que el Catorzè Exèrcit tingués una situació molt problemàtica pel que fa als subministraments. Per tant, demanà que es tornés a preparar tota l'operació en molt poc temps.
L'1 de maig, un batalló paracaigudista Gurkha va saltar sobre Elephant Point, una clariana situada a la rereguarda japonesa, al llindar del riu Rangun. La 26a Divisió d'Infanteria india desembarcà l'endemà. Quan van arribar, van descobrir de Kimura havia ordenat evacuar Rangun des del 22 d'abril, i que la 105a Brigada Mixta Independent, que estava aguantant l'atac britànic a Pegu, cobria l'evacuació. Després de la retirada japonesa, Rangun havia experimentat una orgia de violacions i anarquia similar als darrers dies dels britànics a la ciutat el 1942. El vespre del 2 de maig de 1945, les pluges del monsó començaren fortament. Els Aliats havien aconseguit alliberar Rangun abans del monsó, però només amb unes poques hores de marge.
Les tropes capdavanteres de les divisions índies 17 i 26 es trobaren a Hlegu, a 45 km al nord de Rangun, el 6 de maig.

## Operacions finals

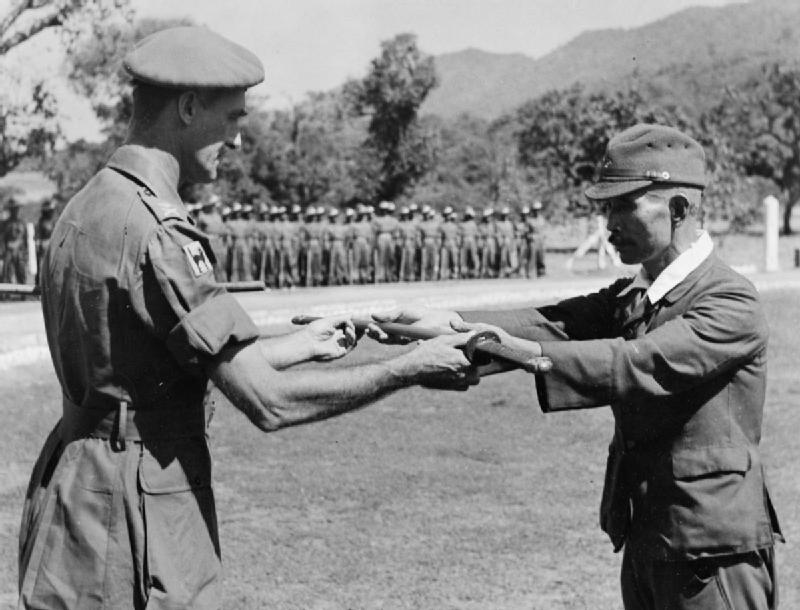
El general Takehara rendeix la seva espasa al Major General Arthur W. Crowther

Després de la captura de Rangun es creà un nou quarter general del Dotzè Exèrcit a partir del Quarter General del XXXIII Cos per prendre el control de les formacions que es quedarien a Birmània.
El Vint-i-Vuitè Exèrcit japonès, després de retirar-se d'Arakan i resistir al XXXIII Cos a la vall del Irrawaddy, s'havia retirat al Pegu Yomas, uns turons de baixa alçada coberts per la jungla entre els rius Irrawaddy i Sittang. Van planejar reunir a l'Exèrcit d'Àrea Birmània. Per cobrir la sortida, Kimura ordenà al Trenta-tresè Exèrcit muntar una ofensiva de diversió a través del Sittang, encara que tot l'exèrcit pogués reunir amb prou feines la força d'un regiment. El 3 de juliol, van atacar les posicions britàniques a "Sittang Bend". El 10 de juliol, després de combatre en una zona que estava pràcticament tota inundada, tant els japonesos com els aliats es retiraren.
Els japonesos havien atacat massa aviat. El Vint-i-Vuitè Exèrcit de Sakurai no necessitaven fins al 17 de juliol per estar totalment preparats, i l'assalt va ser un desastre. Els britànics van situar emboscades o concentracions d'artilleria en les rutes que havien d'usar els japonesos. Centenars d'homes ca caure mentre intentaven travessar Sittang en llanxes de bambú improvisades. A més, hagueren d'enfrontar-se a les guerrilles i als bandits birmans. L'assalt costà als japonesos prop de 10.000 homes, la meitat del 28è Exèrcit. Les baixes britàniques i índies van ser mínimes.
El Catorzè Exèrcit (ara a les ordres del tinent general Miles Dempsey) i el XV Cos havien de tornar a l'Índia per planificar la pròxima etapa de la campanya per reconquerir el Sud-est asiàtic. Es creà un cos nou, el XXXIV Cos Indi, a les ordres del tinent general Ouvry Lindfield Roberts, sent assignat al Catorzè Exèrcit per a operacions posteriors.
Aquesta havia de ser un assalt amfibi a la costa occidental de Malàisia anomenat Cremallera, però el llançament de les bombes atòmiques deixà sense raó de ser aquesta operació, encara que va ser portada a terme durant la postguerra com a manera més ràpida per portar les tropes d'ocupació a Malàisia.

## Resultat
Els resultats polítics i militars de la campanya de Birmània han estat discutits al bàndol aliat. En termes militars, els japonesos van retenir el control de Birmània fins que el final de la campanya va ser irrellevant pel destí del mateix Japó. En canvi, l'intent japonès d'envair l'Índia el 1944 va ser llançat en unes premisses gens reals, i resultà en la major desfeta que havien patit els exèrcits japonesos fins a aquell moment.
Pels Aliats, la reconquesta de Birmània va ser vista com un gran èxit per a l'Exèrcit britànic de l'Índia. Encara que, tal com van reconèixer molts contemporanis, només serví per distreure tropes japoneses de la Xina o del Pacífic i no va contribuir de manera definitiva a la derrota japonesa. Encara que Birmània va ser reconquerida, una combinació d'agitació de preguerra entre la població birmana per la independència, la ruïna econòmica que va representar per a Birmània els anys d'ocupació i la humiliació militar i política de l'imperi britànic de l'extrem orient durant les invasions japoneses van impossibilitar que tornés l'antic règim. En menys de 3 anys després del final de la guerra, tant l'Índia com Birmània havien assolit la independència.
Segons va concloure l'historiador nord-americà Raymond Callahan, la gran victòria de Slim ajudà als britànics, a diferència dels francesos, els holandesos o, posteriorment, els nord-americans, a abandonar l'Àsia amb una certa dignitat.
Els mateixos objectius americans eren donar suport al règim nacionalista xinès. Més enllà del pont aeri de La Gepa, no va haver cap major gran aportació per a la derrota del Japó. A més, aquests esforços també s'han criticat com a inútils perquè només van afavorir la corrupció al règim de Chiang Kai-Shek.